# 高慢と偏見 (1940年の映画)
『高慢と偏見』（こうまんとへんけん、原題: 英語: Pride and Prejudice）は、1940年に製作・公開されたアメリカ映画である。

## 概要
ジェイン・オースティンの同名小説を原作として舞台化された脚本を基にオルダス・ハクスリーが脚色に参加、ロバート・Z・レナードが監督、イギリス出身のグリア・ガースンとローレンス・オリヴィエが主演した。ガースンは当初主演予定だったノーマ・シアラーに代わって出演している。同小説の最初の映画化で、のちにテレビシリーズや2005年のイギリスの映画『プライドと偏見』としてリメイクされている。
日本では劇場未公開であったが、2006年（平成18年）12月14日、同題でのパブリックドメインDVDが発売された。

## キャスト
- エリザベス・ベネット：グリア・ガースン
- フィッツウィリアム・ダーシー：ローレンス・オリヴィエ
- ベネット夫人（エリザベスの母）：メアリー・ボーランド
- キャサリン・デ・バーグ：エドナ・メイ・オリヴァー
- ジェイン（エリザベスの姉・ベネット姉妹の長女）：モーリン・オサリヴァン
- リディア（エリザベスの妹・五女）：アン・ラザフォード
- キャロライン・ビングリー：フリーダ・イネスコート
- ベネット（エリザベスの父）：エドマンド・グウェン
- シャーロット：カレン・モーリー
- キティ（ベネット姉妹の四女）：ヘザー・エンジェル
- コリンズ：メルヴィル・クーパー
- メアリー（ベネット姉妹の三女）：マーシャ・ハント
- チャールズ・ビングリー：ブルース・レスター

## スタッフ
- 監督：ロバート・Z・レナード
- 製作：ハント・ストロンバーグ
- 脚本：オルダス・ハクスリー、ジェイン・マーフィン
- 音楽：ハーバート・ストサート
- 撮影：カール・フロイント
- 編集：ロバート・カーン
- 美術：セドリック・ギボンズ
- 装置：エドウィン・B・ウィリス
- 衣裳：エイドリアン、ジャイル・スティール
- 録音：ダグラス・シアラー

## アカデミー賞受賞
- 美術賞：セドリック・ギボンズ、ポール・グロッセ

## 註
1. 1 2   The Eddie Mannix Ledger, Los Angeles: Margaret Herrick Library, Center for Motion Picture Study.
2. ↑  Pride and Prejudice (1940) notes, Turner Classic Movies
3. ↑  Jane Austen - IMDb（英語）, 2010年7月11日閲覧。